# Campionati mondiali di tiro 1958
I campionati mondiali di tiro 1958 furono la trentasettesima edizione dei campionati mondiali di questo sport e si disputarono al Campo di Tiro Dynamo di Mytishchi, vicino a Mosca. La nazione più medagliata fu l'Unione Sovietica.

## Risultati

### Uomini

#### Carabina
| Evento                       | Oro                                                                                             | Oro       | Argento                                                                                       | Argento   | Bronzo                                                                                          | Bronzo    |
| Evento                       | Atleta                                                                                          | Risultato | Atleta                                                                                        | Risultato | Atleta                                                                                          | Risultato |
| 50m 3 posizioni              | Viktor Šamburkin                                                                                | 1148      | Marat Niyasov                                                                                 | 1147      | Moiséi Itkis                                                                                    | 1147      |
| 50m 3 posizioni a squadre    | Unione Sovietica Marat Niyasov Vasili Borisov Moysey Itkis Viktor Šamburkin Yuri Kudryashov     | 5715      | Germania Ovest Hans Werner Harbeck Peter Kohnke Bernd Klingner Helmut Schlenker Rudolf Sigl   | 5632      | Stati Uniti James Carter John Herr Daniel Bruce Puckel Gordon Taras Verle Franklin Jun Wright   | 5624      |
| 50m a terra                  | Nigel Oakley                                                                                    | 396       | Vladimir Lukianchuk                                                                           | 395       | Gordon Taras                                                                                    | 394       |
| 50m a terra a squadre        | Gran Bretagna S. Cranmer J. Fardon Nigel Oakley David Parish J. Powell                          | 1959      | Romania N. Dumitrescu I. Sirbu Petre Sandor D. Vitrascu ?                                     | 1959      | Unione Sovietica Marat Niyasov Vasili Borisov Moysey Itkis Viktor Šamburkin Vladimir Lukyanchuk | 1953      |
| 50m in ginocchio             | Vilho Ylönen                                                                                    | 391       | Marat Niyasov                                                                                 | 390       | François Lafortune                                                                              | 389       |
| 50m in ginocchio a squadre   | Unione Sovietica Marat Niyasov Vasili Borisov Moysey Itkis Boris Bereberin Yuri Kudryashov      | 1922      | Stati Uniti James Carter John Herr Daniel Bruce Puckel Gordon Taras Verle Franklin Jun Wright | 1908      | Cecoslovacchia Ladislav Cerveny Otakar Hořínek K. Perman J. Sulovsky                            | 1900      |
| 50m in piedi                 | Moiséi Itkis                                                                                    | 374       | Viktor Šamburkin                                                                              | 373       | Verle Wright                                                                                    | 370       |
| 50m in piedi a squadre       | Unione Sovietica Marat Niyasov Vasili Borisov Moysey Itkis Viktor Šamburkin Yuri Kudryashov     | 1835      | Ungheria Ambrus Balogh I. Agoston J. Dosztaly J. Holup Sandor Krebs                           | 1798      | Finlandia Pauli Janhonen Esa Kervinen Jussi Nordquist Jorma Taitto Vilho Ylönen                 | 1792      |
| 50m e 100m a terra           | Jussi Nordquist                                                                                 | 593       | Velichko Jristov                                                                              | 590       | David Parish                                                                                    | 589       |
| 50m e 100m a terra a squadre | Unione Sovietica Marat Niyasov Vladimir Lukyanchuk Boris Bereberin E. Rusi                      | 2333      | Finlandia Pauli Janhonen Jussi Nordquist Jorma Taitto Vilho Ylönen                            | 2326      | Gran Bretagna S. Cranmer J. Fardon Nigel Oakley David Parish                                    | 2326      |
| 300m 3 posizioni             | Anatolij Bogdanov                                                                               | 1136      | Daniel Puckel                                                                                 | 1132      | Esa Kervinen                                                                                    | 1129      |
| 300m 3 posizioni a squadre   | Unione Sovietica I. Fyodorovich Vasili Borisov Marat Niyasov Pjotr Avilov Vladislav Krishnevsky | 5575      | Finlandia Pauli Janhonen Esa Kervinen Jussi Nordquist Jorma Taitto Vilho Ylönen               | 5554      | Ungheria Ambrus Balogh I. Agoston J. Dosztaly J. Holup Sandor Krebs                             | 5533      |
| 300m a terra                 | Verle Wright                                                                                    | 389       | Vilho Ylönen                                                                                  | 389       | Daniel Puckel                                                                                   | 389       |
| 300m in ginocchio            | Verle Wright                                                                                    | 385       | Daniel Puckel                                                                                 | 384       | Esa Kervinen                                                                                    | 382       |
| 300m in piedi                | Constantin Antonescu                                                                            | 367       | Vilho Ylönen                                                                                  | 365       | Hans-Werner Harbeck                                                                             | 363       |

##### Juniores
| Evento                    | Oro                                                       | Oro       | Argento                                             | Argento   | Bronzo                                                     | Bronzo    |
| Evento                    | Atleta                                                    | Risultato | Atleta                                              | Risultato | Atleta                                                     | Risultato |
| 50m e 100m proni          | Marin Ferecatu                                            | 588       | Imre Aron                                           | 586       | Moroslav Stojanovic                                        | 584       |
| 50m 3 posizioni a squadre | Unione Sovietica V. Avilov Shota Kveliashvili A. Yakonyuk | 2527      | Germania Ovest F. Huber Bernd Klingner Peter Kohnke | 2513      | Jugoslavia Branislav Loncar B. Kovasic Moroslav Stojanovic | 2511      |

#### Carabina standard
| Evento         | Oro                                                                                   | Oro       | Argento                                                                              | Argento   | Bronzo                                                                      | Bronzo    |
| Evento         | Atleta                                                                                | Risultato | Atleta                                                                               | Risultato | Atleta                                                                      | Risultato |
| 300m           | Anatoli Tilik                                                                         | 555       | Moiséi Itkis                                                                         | 552       | Boris Pereberin                                                             | 547       |
| 300m a squadre | Unione Sovietica J. Meytin Nikolayevich Boris Pereberin Moiséi Itkis Viktor Šamburkin | 2737      | Jugoslavia Vladimir Grozdanovic K. Lanic D. Milenkovic Moroslav Stojanovic Zivanovic | 2641      | Finlandia Pauli Janhonen Esa Kervinen K. Parkkari Jorma Taitto Vilho Ylönen | 2626      |

#### Carabina militare
| Evento         | Oro                                                                      | Oro       | Argento                                                             | Argento   | Bronzo                                             | Bronzo    |
| Evento         | Atleta                                                                   | Risultato | Atleta                                                              | Risultato | Atleta                                             | Risultato |
| 300m           | Ivan Novozilov                                                           | 189       | Ladislav Červený                                                    | 186       | Anatoli Pejtierev                                  | 181       |
| 300m a squadre | Unione Sovietica Ivan Novozilov A. Orlov Anatoli Pejtierev Anatoli Tilik | 723       | Cecoslovacchia Ladislav Červený Vladimir Stiborik J. Sivcak J. Vala | 675       | Corea del Nord Ch. Kong Kyung Ho Kim T. Kim P. Kim | 633       |

#### Pistola
| Evento        | Oro                                                                                           | Oro       | Argento                                                                                   | Argento   | Bronzo                                                              | Bronzo    |
| Evento        | Atleta                                                                                        | Risultato | Atleta                                                                                    | Risultato | Atleta                                                              | Risultato |
| 50m           | Majmud Umarov                                                                                 | 565       | Alexéi Gushchin                                                                           | 563       | Nelson Lincoln                                                      | 556       |
| 50m a squadre | Unione Sovietica Alexéi Gushchin Anton Jasinsky Lev Vainshtein Gregori Zapolsky Majmud Umarov | 2776      | Stati Uniti William Blankenship Nelson Lincoln D. Miller Raymond Sutherland Offutt Pinion | 2727      | Cecoslovacchia Jii Hrnecek Vladimir Kudrna K. Mucha F. Maxa J. Svab | 2721      |

#### Pistola a fuoco rapido
| Evento        | Oro                                                                               | Oro       | Argento                                                               | Argento   | Bronzo                                                    | Bronzo    |
| Evento        | Atleta                                                                            | Risultato | Atleta                                                                | Risultato | Atleta                                                    | Risultato |
| 25m           | Alexandr Kropotin                                                                 | 592       | Alexandr Zabelin                                                      | 592       | Stefan Petrescu                                           | 589       |
| 25m a squadre | Unione Sovietica Y. Cherkasov Aleksandr Kropotin Viktor Nasonov Alexander Zabelin | 2361      | Stati Uniti William McMillan Huelet Leo Benner D. Miller Aubrey Smith | 2319      | Ungheria Aladar Dobsa J. Gyoenyoerue F. Kun Károly Takács | 2317      |

#### Pistola a fuoco
| Evento        | Oro                                                       | Oro       | Argento                                                                 | Argento   | Bronzo                                                                   | Bronzo    |
| Evento        | Atleta                                                    | Risultato | Atleta                                                                  | Risultato | Atleta                                                                   | Risultato |
| 25m           | William McMillan                                          | 586       | Vladimír Kudrna                                                         | 586       | Károly Takács                                                            | 585       |
| 25m a squadre | Cecoslovacchia K. Mucha F. Maxa Vladimir Kudrna V. Trojan | 2326      | Unione Sovietica Y. Sorokin Anton Jasinsky Lev Vainshtein Majmud Umarov | 2320      | Stati Uniti William McMillan Huelet Leo Benner David Carter Aubrey Smith | 2317      |

#### Bersaglio mobile
| Evento                       | Oro                                                                            | Oro       | Argento                                                          | Argento   | Bronzo                                                        | Bronzo    |
| Evento                       | Atleta                                                                         | Risultato | Atleta                                                           | Risultato | Atleta                                                        | Risultato |
| 100m tiro semplice           | Igor' Nikitin                                                                  | 234       | Vitali Romanenko                                                 | 226       | James Davis                                                   | 225       |
| 100m tiro semplice a squadre | Unione Sovietica Igor' Nikitin Ludwig Lustberg Vitali Romanenko Oleg Zakurenov | 900       | Stati Uniti Joseph Deckert James Davis Harry Lucker R. Wentworth | 882       | Svezia Rune Flodman Åke Bohman Sven Johansson B. Schullstroem | 854       |
| 100m tiro doppio             | Joseph Deckert                                                                 | 223       | Rune Flodman                                                     | 221       | Harry Lucker                                                  | 219       |
| 100m tiro doppio a squadre   | Unione Sovietica Igor' Nikitin Ludwig Lustberg Vitali Romanenko Oleg Zakurenov | 856       | Stati Uniti Joseph Deckert James Davis Harry Lucker R. Wentworth | 855       | Svezia Rune Flodman Åke Bohman Sven Johansson B. Schullstroem | 849       |

#### Fossa olimpica
| Evento      | Oro                                                                        | Oro       | Argento                                                              | Argento   | Bronzo                                                         | Bronzo    |
| Evento      | Atleta                                                                     | Risultato | Atleta                                                               | Risultato | Atleta                                                         | Risultato |
| Individuale | Francis Eisenlauer                                                         | 289       | Galliano Rossini                                                     | 288       | Edoardo Casciano                                               | 288       |
| A squadre   | Unione Sovietica Sergei Kalinin Yuri Nikandrov V. Styepin Vladimir Zimenko | 763       | Italia Edoardo Casciano Alessandro Ciceri D. Ciceri Galliano Rossini | 763       | Stati Uniti H. Clark W. Everhart Francis Eisenlauer E. Session | 741       |

#### Skeet
| Evento      | Oro                                                                   | Oro       | Argento                                                                 | Argento   | Bronzo                                                             | Bronzo    |
| Evento      | Atleta                                                                | Risultato | Atleta                                                                  | Risultato | Atleta                                                             | Risultato |
| Individuale | Arkadi Kaplun                                                         | 196       | Nikolái Durnev                                                          | 196       | Juan García                                                        | 194       |
| A squadre   | Unione Sovietica V. Antonov Yuri Curanov Nikolái Durnev Arkadi Kaplun | 382       | Venezuela Juan García I. Cardenas Arnaldo Rincones Carlos Plaza Marquez | 377       | Romania Gheorghe Enache Ion Dumitrescu George Florescu S. Popovici | 377       |

### Donne

#### Carabina
| Evento                    | Oro                                                         | Oro       | Argento                                          | Argento   | Bronzo                                            | Bronzo    |
| Evento                    | Atleta                                                      | Risultato | Atleta                                           | Risultato | Atleta                                            | Risultato |
| 50m 3 posizioni           | Tamara Lomova                                               | 851       | Elena Donskaya                                   | 841       | Lászlóné Kisgyörgy                                | 841       |
| 50m 3 posizioni a squadre | Unione Sovietica Elena Donskaya Tamara Lomova Rimma Zalenko | 2530      | Ungheria Lászlóné Kisgyörgy O. Kellner I. Veress | 2494      | Cecoslovacchia J. Horickova E. Stara V. Ruzickova | 2486      |
| 50m e 100m a terra        | Elena Donskaya                                              | 588       | Rimma Zelenko                                    | 586       | Iudit Moscu                                       | 583       |

## Medagliere
Nazione ospitante
| Posiz. | Nazione          | Oro | Argento | Bronzo | Totale |
| ------ | ---------------- | --- | ------- | ------ | ------ |
| 1      | Unione Sovietica | 25  | 12      | 4      | 41     |
| 2      | Stati Uniti      | 5   | 7       | 9      | 21     |
| 3      | Finlandia        | 3   | 4       | 4      | 11     |
| 4      | Romania          | 2   | 2       | 3      | 7      |
| 5      | Gran Bretagna    | 2   | 0       | 2      | 4      |
| 6      | Cecoslovacchia   | 1   | 3       | 3      | 7      |
| 7      | Ungheria         | 0   | 2       | 4      | 6      |
| 8      | Italia           | 0   | 2       | 1      | 3      |
| 9      | Svezia           | 0   | 1       | 2      | 3      |
| 9      | Jugoslavia       | 0   | 1       | 2      | 3      |
| 9      | Germania Ovest   | 0   | 1       | 2      | 3      |
| 12     | Venezuela        | 0   | 1       | 1      | 2      |
| 13     | Bulgaria         | 0   | 1       | 0      | 1      |
| 14     | Belgio           | 0   | 0       | 1      | 1      |
| 14     | Corea del Nord   | 0   | 0       | 1      | 1      |